# Chiesa di San Giacomo Maggiore (Tre Ville)
La chiesa di San Giacomo Maggiore è una chiesa sussidiaria di Irone, frazione di Tre Ville in Trentino. Fa parte dell'ex-decanato di Tione dell' arcidiocesi di Trento e risale al XIII secolo.

## Storia

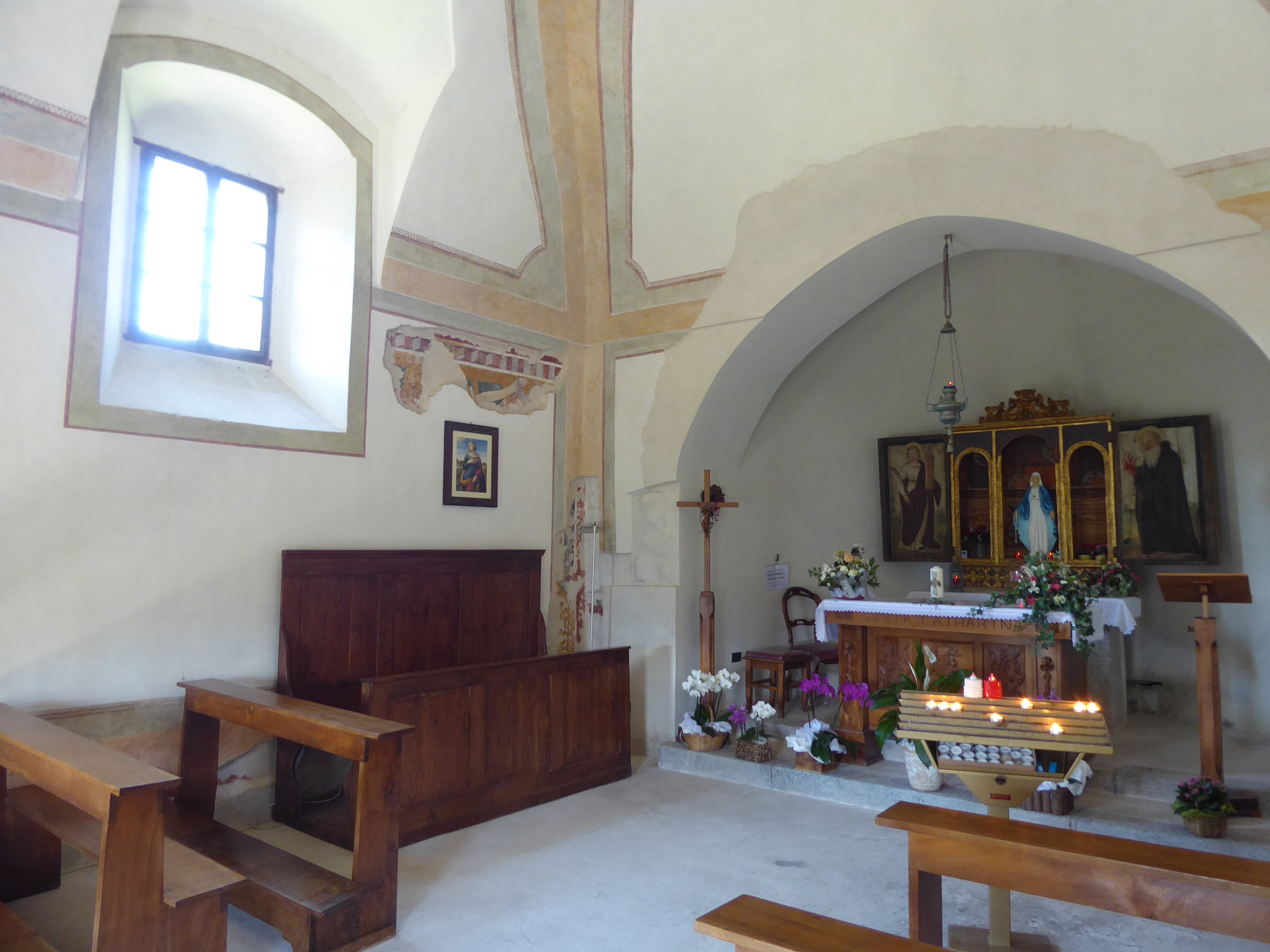
Interno

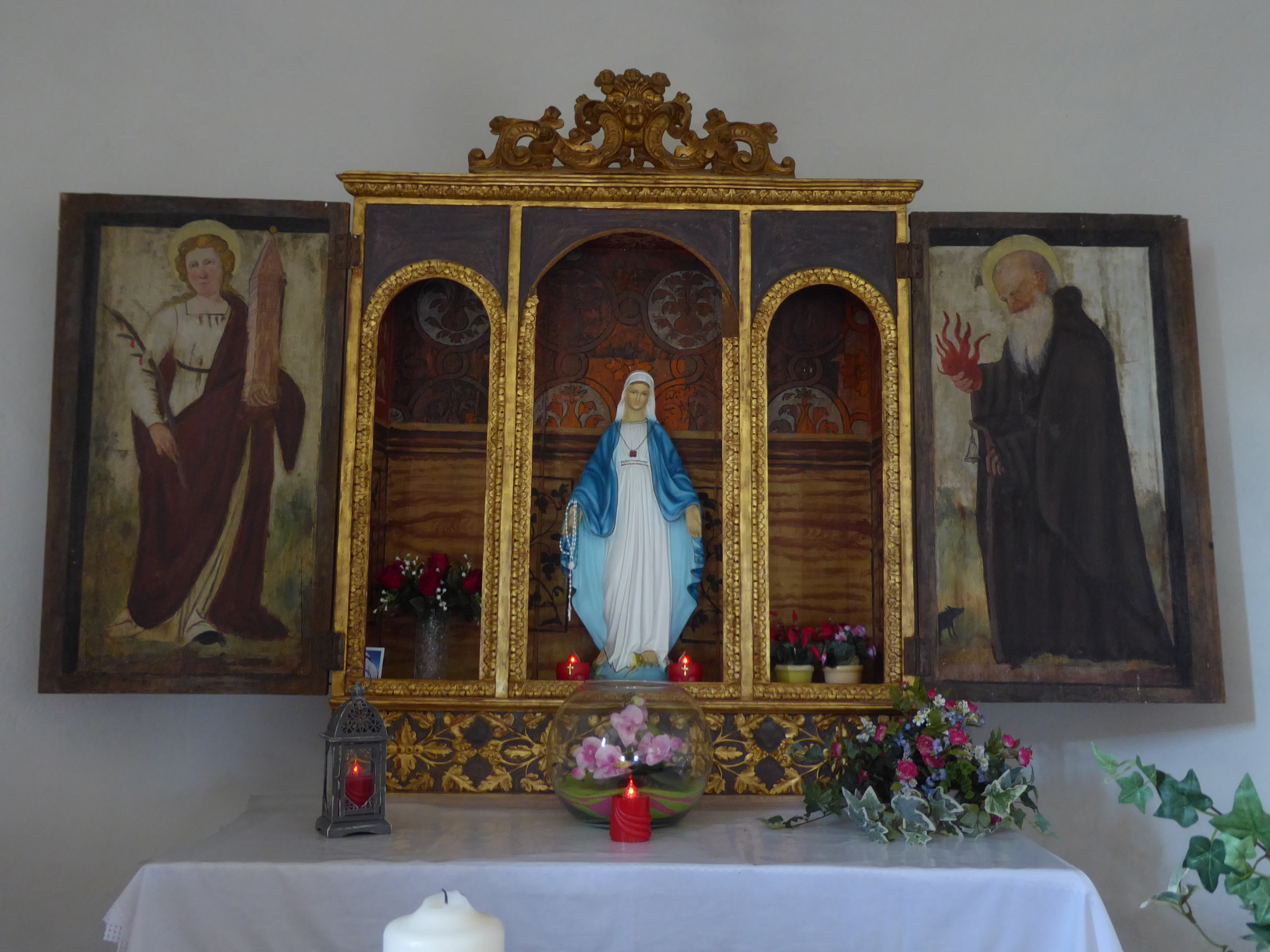
L'altare a portelle

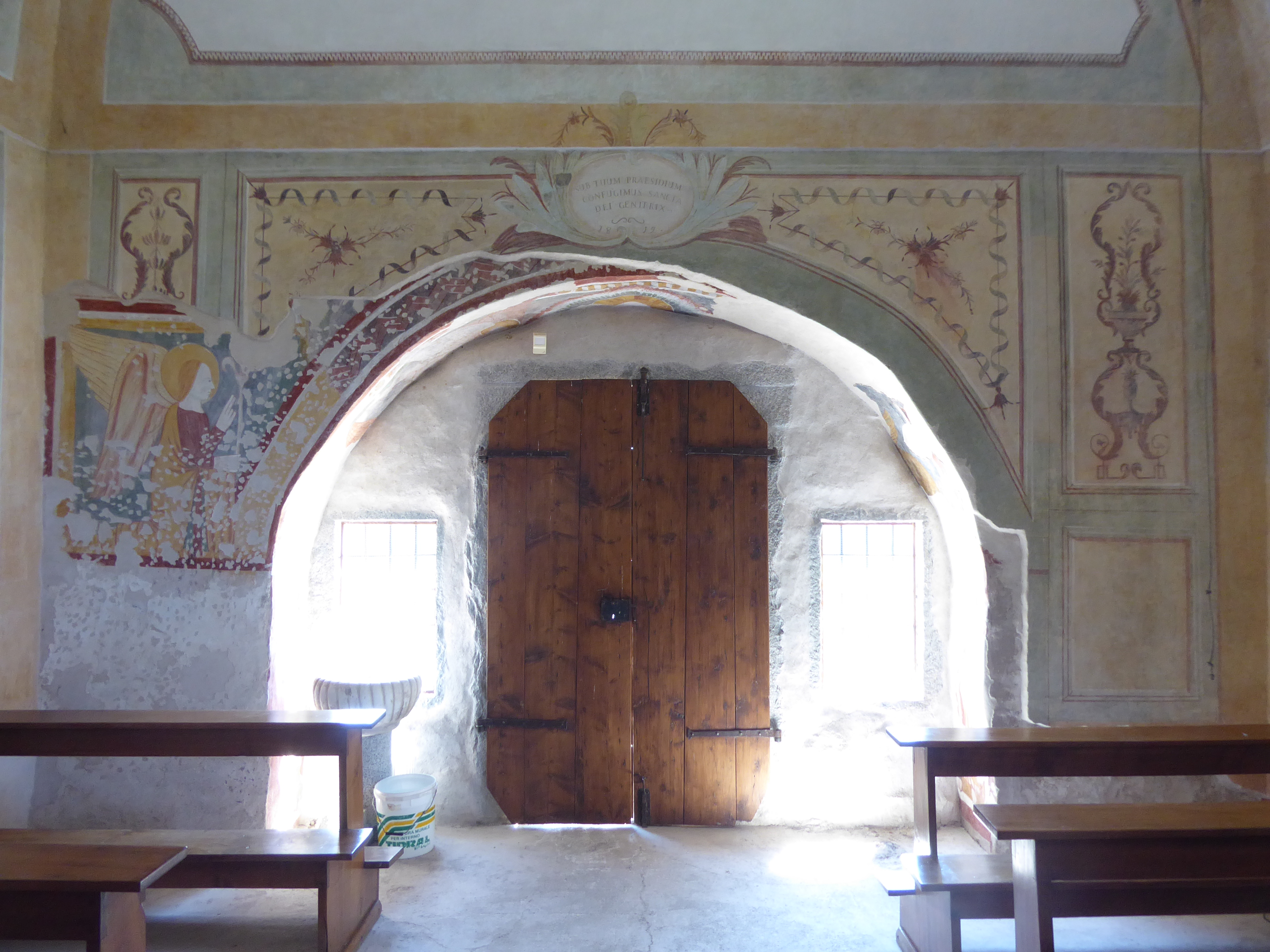
La controfacciata

La cappella intitolata a san Giacomo nella località di Irone era inizialmente dedicata a san Filippo e a san Giacomo Minore ed era sussidiaria dalla pieve di Tione. Viene citata una prima volta nel 1537 in occasione di una visita del cardinale Bernardo Clesio ma è quasi sicuramente stata fondata in un periodo molto anteriore, cioè nel XIII secolo.

## Descrizione
Il piccolo edificio sacro è in posizione distaccata rispetto all'antico nucleo storico di Irone. La facciata è semplice a due spioventi con una parte del tetto che sporge in funzione di tettoia. Il portale è incorniciato e si raggiunge da una breve scala. Nell'interno è presente una sola navata a pianta quasi quadrata. L'abside è leggermente elevata. 
Nel 1969 la piccola chiesa è stata danneggiata durante un furto, e sono state asportate le statue che ornavano l'altare.